# فاليري غازاييف
فاليري غازاييف (بالروسية: Валерий Георгиевич Газзаев)‏ (مواليد 7 أغسطس 1954) هو لاعب كرة قدم. لعب مع منتخب الاتحاد السوفيتي لكرة القدم. سبق له أن لعب في الألعاب الأولمبية الصيفية 1980 مع منتخب بلاده.

## روابط خارجية
- فاليري غازاييف على موقع الاتحاد الدولي (مؤرشف)  (الإنجليزية)
- فاليري غازاييف على موقع قاعدة بيانات كرة القدم.إي يو (الإنجليزية)
- فاليري غازاييف على موقع ناشيونال فوتبول تيمز (الإنجليزية)
- فاليري غازاييف على موقع Soccerway.com (الإنجليزية)
- فاليري غازاييف على موقع عالم كرة القدم.نت (الإنجليزية)
- فاليري غازاييف على موقع اللجنة الأولمبية الدولية (الإنجليزية)
- فاليري غازاييف على موقع أوليمبيديا (الإنجليزية)